# Philippe Nkouaya
Philippe Nkouaya né le 27 janvier 1991 à Douala (Cameroun) est un entrepreneur camerounais qui opère dans la musique et l'informatique. Il est fondateur et directeur général de Philjohn Technologies.

## Biographie

### Enfance et éducation
Nkouaya naît et grandit dans le quartier de Bonamoussadi à Douala (Cameroun), il fera dans cette ville ses études bilingues d'abord primaires, ensuite secondaires sanctionnées par un baccalauréat D obtenu au collège saint Michel enfin, supérieures jusqu'en 2013 avec à la clé un diplôme d’études collégiale (en TIC - réseau et sécurité) à l’institut universitaire de la côte en partenariat avec le Collège communautaire du Nouveau-Brunswick. Après ses études au Cameroun, il va les poursuivre en France à 3IL Academy (Limoges) où il obtient en 2014 un bachelor en conception des systèmes informatisés et poursuit avec un cycle master,.

## Carrière
Il se lance dans l’entrepreneuriat en 2009 par l’événementiel et le divertissement. En 2010, il débute dans la musique avec le projet Deadzone Recordz qu'il fait en parallèle avec ses études. Ce projet consiste à produire des remix des musiques populaires mondiales avec des sonorités africaines. Ce projet lui donne de la visibilité par ses beats signés PhilJohn sur des réseaux tels que SoundCloud et ReverbNation. En 2011, il propose ses services de compositeur aux artistes Duc-Z, Killa Mel et Numérica. En 2012, Deadzone est abandonné au profit du nouveau projet Hope Music Group. il fonde et développe Hope Music Group, une maison de disques. Pendant la même année, il signe son premier succès commercial avec Africa Mamy de l'artiste Duc-Z.
Il est cofondateur de Hope Music Group, et est actionnaire de Hope Music Publishing, une maison d'édition musicale. Il y préside le conseil d'administration et Jean Raoul Anyia en est le directeur.
Après le parcours académique, il exerce dans la réalisation d’applications de reporting pour les comptes de Sanofi Pasteur et Merck chez Business & Decision.
Nkouaya est connu pour son travail dans la gestion des données numériques.
Nkouaya se fait remarquer dans le monde du numérique par sa volonté de construire une entreprise autour de la gestion des données en entreprise. Il fonde et est à la tête de Phil John Technologies,, une entreprise de services numériques et services d’ingénierie informatique.

## Travail à but non lucratif
- Philjohn Cares founder
- PAWAS (Philjohn All Africa Women Agenda Scholarships) co-founder [12]
- Membre d’Espérance Nord Sud (construction clinique Mbouda et Foumban) depuis 2008;
- Mouvement Tous bâtisseurs[13] (let’s clean our town) depuis 2019.

## Nominations et prix
Selon l'OIF, Philippe fait partie des 35 jeunes qui font bouger l’espace francophone.
Entre autres, il est titulaire de:
- 2018: Prix 3535 de la francophonie[6],[14]:
- 2018: Lauréat Tony Elumelu Entrepreneur en 2018:
- 2024 : Nommé Top 50 African Business Heroes[15].
- 2024 : Nommé Best Odoo Starter Partner in Africa[16].
- Nommé best digital entrepreneur aux BDMA 2018[17]:
- Nommé Top 50 Most Influential Cameroonian youth aux Avance Media[18].